# 格巴河
8°14′28″N 34°57′39″E / 8.24111°N 34.96083°E
格巴河是埃塞俄比亞的河流，位於該國西南部，處於奧羅米亞州，屬於巴羅河的支流，當局有計畫在河道上興建水力發電站。